# 黎貫
黎貫（1483年—1549年），字一卿，號韶山，廣東廣州府從化縣人，明朝政治人物。

## 生平
正德二年（1507年）丁卯科廣東鄉試舉人。曾任直隸建平縣學教諭，六年（1511年）辛未科會試中副榜。十二年（1517年）丁丑科進士。選翰林院庶吉士。十四年（1519年）八月改授陝西道監察御史，任巡城御史，十五年（1520年）刷卷福建，兼查盤有司倉庫軍衛器械，劾奏鎮守太監尚春，追還官銀十三餘萬兩、糧二十六萬石。嘉靖三年（1524年）巡按江西等地，赴任五月，因父黎元昌去世歸鄉守制。九年（1530年）起復原職，十一月因爭論不該去孔子王號，改稱先師，觸怒明世宗，被革職為民，罷免歸鄉，二十八年（1549年）卒於家，贈尚寶司少卿。

## 家族
曾祖黎仕珍；祖父黎珪；父黎元昌，鄉人稱為翠峰先生。母李氏。具慶下。
長子黎民表，戶部員外郎、河南參議；次子黎民衷，嘉靖丙辰進士，廣西參政；孫黎邦琰，江西右參政。

## 延伸阅读
[在维基数据编辑]
 《國朝獻徵錄·卷之一百十二》，出自焦竑《國朝獻徵錄》
 《明史卷二百〇八》，出自《明史》